# Isla Incahuasi
La isla Incahuasi, en quechua significa «la casa del Inca», es una isla boliviana situada en la parte central del Salar de Uyuni, departamento de Potosí. 

## Características
Rodeada completamente por la inmensa extensión de sal del salar de Uyuni, su relieve es escarpado. En ella se encuentra gran cantidad de cactus gigantes (Echinopsis atacamensis) que pueden llegar a medir más de 10 metros de altura. 
Es uno de los principales lugares turísticos de Bolivia, gracias a la atracción que representa el salar de Uyuni, también conocido en la región como salar de Tunupa, y que es el mayor desierto de sal del mundo. En la isla opera un centro de recepción a los turistas perteneciente a la mancomunidad de municipios de Llica y Tahua, en cuyo territorio se encuentra la isla. En este centro se cobra una entrada a los visitantes para acceder a un sendero bien señalizado y fácilmente practicable que recorre la isla y permite disfrutar de las vistas sobre el salar, el cielo azul cobalto y los cientos de cactus.
El centro de recepción no ofrece la posibilidad de pernoctar en la isla. Existe un restaurante con comidas y bebidas propias de los Andes, aunque la mayoría de los turistas prefiere almorzar sobre el salar, a unos cientos de metros de la isla, o bien usando las mesas fabricadas con mesas de sal que están en el borde de la isla, con el menú que incluyen las agencias turísticas. Los viajes a la isla se organizan desde la población de Uyuni, situada en tierra firme a unos 100 kilómetros al este.
Con frecuencia la isla Incahuasi recibe erróneamente la denominación de la vecina isla del Pescado, que se encuentra a 22 kilómetros al noroeste.